# Судебная система Шотландии
Суде́бная систе́ма Шотла́ндии берет основу в римском праве, и потому существенно отличается от английской прецедентной системы права, сохраняя по отношению к ней значительную самостоятельность, закрепленную в Договоре об Унии 1706 года. Функционирование судебной системы обеспечивается независимой Шотландской судебной службой (Scottish Courts and Tribunals Serivce - англ.), основанной в 1995 году и подотчетной Шотландскому правительству.

## Система уголовных судов
По уголовным делам в качестве высшей и окончательной инстанции выступает расположенный в Эдинбурге Высокий суд юстициариев (юстициарием в Средние века на Британских островах называли чиновника, выполнявшего функции главы исполнительной либо судебной власти в отсутствие короля или по его поручению на территории Ирландии или Шотландии). Он состоит из возглавляющего его лорда-генерального судьи Шотландии, лорда-судьи-клерка и лордов-членов Высокого суда юстициариев. Судья этого суда вместе с 15 присяжными слушает по первой инстанции дела о наиболее серьёзных преступлениях, преследуемых по обвинительному акту (такие процессы проводятся в Эдинбурге, Глазго и других городах Шотландии). В качестве апелляционной инстанции Высокий суд юстициариев в составе трех или более его членов рассматривает жалобы на приговоры любых шотландских судов, в том числе и вынесенные судьей этого же суда.
Постановления Высокого суда юстициариев играют весьма важную роль в развитии шотландского уголовного права и процесса.

### Уголовный процесс
В Шотландии, в отличие от Англии и Уэльса, давно уже существует развитая система органов публичного уголовного преследования. Её возглавляют лорд-адвокат и выступающий в качестве его заместителя генеральный солиситор Шотландии, а на местах представляют прокураторы-фискалы. Органы публичного уголовного преследования по своему усмотрению принимают решение о целесообразности передачи в суд и поддержания обвинения по делу, расследованному полицией (наиболее сложные уголовные дела могут расследоваться прокураторами-фискалами). Обвинение в Высоком суде юстициариев поддерживает генеральный солиситор Шотландии или помощники лорда-адвоката. В шерифских судах, а иногда и в окружных судах обвинение поддерживается прокураторами-фискалами, пользующимися большой самостоятельностью при решении многих вопросов. Лорд-адвокат, генеральный солиситор и прокураторы-фискалы могут участвовать и в процессах по гражданским делам, выступая в защиту Короны либо «публичного интереса».
Функции защитников обвиняемого по уголовным делам и представителей сторон в гражданском процессе в Шотландии выполняют профессионально подготовленные юристы. Как и в Англии, они делятся на две категории — адвокатов (их профессиональное объединение называется Факультетом адвокатов) и солиситоров (они объединены в Юридическое общество Шотландии). Подобно английским барристерам, адвокаты имеют право выступать в любых судах и давать советы и заключения по адресованным им правовым вопросам. Наиболее опытные адвокаты по представлению лорда-генерального судьи назначаются королевскими советниками (назначение производится королевой). Солиситоры, прежде традиционно называемые «юридическими агентами», выполняют в основном функции поверенных и ведут работу по подготовке дел к слушанию. Они вправе выступать в шерифских и иных низших судах.

## Система гражданских судов
Высшая судебная инстанция по гражданским делам — Сессионный суд, заседающий в Эдинбурге. В его состав входят лорд-генеральный судья Шотландии, называемый в качестве его главы лордом-президентом Сессионного суда, лорд-судья-клерк (он стоит во главе одного из отделений Сессионного суда) и сессионные лорды, одновременно являющиеся членами Высокого суда юстициариев. Сессионный суд имеет внешнюю палату и внутреннюю палату. В суде внешней палаты судьи рассматривают дела по первой инстанции либо единолично, либо с участием 12 присяжных. В суде внутренней палаты, состоящей из наиболее опытных и квалифицированных судей, в коллегиях из четырёх членов рассматриваются жалобы на решения суда внешней палаты. Постановления Сессионного суда в отличие от постановлений Высокого суда юстициариев могут быть обжалованы в Верховный суд Великобритании (ранее в Юридический комитет Палаты Лордов).

## Суды низшего звена
Важное звено судебной системы Шотландии — шерифские суды, относящиеся уже к системе низших судов. Шерифы — профессиональные судьи, они делятся на две категории — главных шерифов (каждый возглавляет одно из шерифств, на которые поделена вся территория Шотландии) и более многочисленных шерифов, иногда называемых шерифами-заместителями. В сфере уголовной юстиции и главный шериф, и шериф вправе рассматривать с участием 15 присяжных дела о преступлениях, преследуемых по обвинительному акту, либо же единолично — дела о преступлениях, преследуемых в порядке суммарной юрисдикции. По гражданским делам главный шериф рассматривает в основном жалобы на решения, вынесенные шерифами. В свою очередь, рядовые шерифы рассматривают по первой инстанции основную массу гражданских дел: их компетенция не ограничена какой-либо суммой иска.
Низшей инстанцией по уголовным делам в Шотландии являются окружные суды, в которых либо единолично платные магистраты, либо два или более мировых судей рассматривают дела о малозначительных правонарушениях. Платные магистраты и мировые судьи вправе разбирать также некоторые категории гражданских споров, чаще всего семейного характера.

## Назначение
Судьи шотландских судов назначаются на свои должности либо британским монархом по рекомендации государственного секретаря по делам Шотландии, либо, когда речь идет о мировых судьях, самим государственным секретарем.